# Holmsjöbergs naturreservat
Holmsjöbergs naturreservat är ett naturreservat i Flens kommun  i Södermanlands län.
Området är naturskyddat sedan 2024 och är 180 hektar stort. Reservatet ligger norr om Hälleforsnäs vid östra stranden av Holmsjön och består av tallskog, granskog, lövskog med asp och ek samt myrmarker.